# 鈴木重胤
鈴木 重胤（すずき しげたね、文化9年5月5日（1812年6月13日） - 文久3年8月15日（1863年9月27日））は、江戸時代後期の皇学者である。

## 人物
1812年（文化9年）、淡路国津名郡仁井村（現：兵庫県淡路市仁井）の庄屋・穂積重威の5男として生まれる。幼名は雄三郎、通称は勝左衛門、橿廼家・厳橿本・府生・柱州と号し、諱は重胤。
1825年（文政8年）ころ、大坂鴻池家に商業見習いに住み、父の遺訓で国学を志望し、大坂や神戸で奉公のかたわら学問に励んだ。1832年（天保3年）、江戸在住の平田篤胤に書信で教えを受けるが、面会できないうちに篤胤は亡くなる。1834年（天保5年）ころ大国隆正に入門。
嘉永・安政にかけて『延喜式祝詞講義』『日本書紀伝』の著述に努めたが、1857年（安政4年）、篤胤の養子・銕胤らと不和が生じ、1858年（安政5年）には破門される。畢生の大著『日本書紀伝』未完成のまま、1863年（文久3年）、江戸小梅の自宅で刺客に暗殺される。享年52。廃帝の故事を調査したため尊皇派の報復がささやかれたが未詳。実行犯は島原藩の伊藤益荒、梅村真一郎とされる。墓所は杉並区長延寺。
1919年（大正8年）、正五位を追贈された。

## 業績
重胤は古伝に記される宗像三神と八幡信仰に於けるヒメ神が同一神である事を重視し、廃れつつあった各地の宗像信仰を再興する運動を行っている。重胤の働きかけで過去に廃絶された宗像信仰を復興した神社は数多く、奈良県桜井市の宗像神社はその代表ともいえる。
歴史学者の荊木美行は、現存する『日本書紀伝』の内容の精緻さとわずか9日で脱稿しながら誤字脱字がほとんどない巻之十五の存在などを挙げて、「重胤が生きて『日本書紀伝』を完結させていれば、本居宣長の『古事記伝』と並ぶ注釈書になっていたであろうし、現存の部分も再評価されるべきではないか」と指摘し、その不慮の死を惜しんでいる。

### 関連文献
- 星川清民『鈴木重胤伝』1943年 、言霊書房 ASIN: B000JAVAOQ
- 谷省吾『鈴木重胤の研究』1968年、神道史學會 ASIN: B000JA4A52

## 関連人物
- 御巫清直
- 白石正一郎
- 宮負定雄
- 里井浮丘